# Fotografía del barracón 56 del Campo Pequeño de Buchenwald

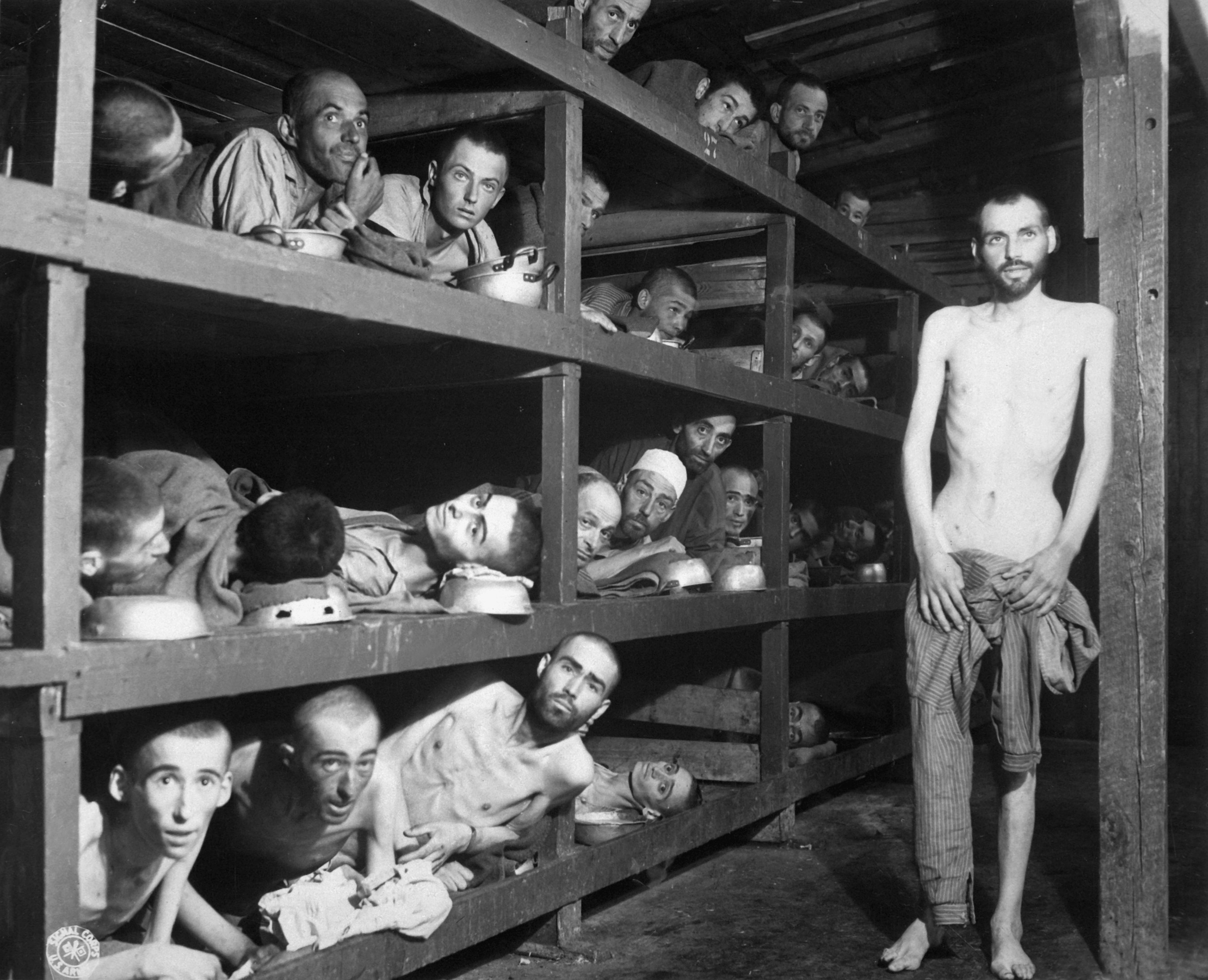
Fotografía del barracón 56 del Campo pequeño del Campo de concentración de Buchenwald, tomada en abril de 1945.

La fotografía del barracón 56 del Campo Pequeño de Buchenwald fue tomada en abril de 1945, unos días después de la liberación del campo de concentración de Buchenwald. La fotografía en blanco y negro muestra a los prisioneros del campo, acostados en literas dispuestas en varias alturas, una encima de la otra. Junto a ellos, a la derecha, otro prisionero demacrado está apoyado en un poste de madera.
La foto fue tomada por un miembro del Cuerpo de Señales del Ejército de los Estados Unidos. Generalmente se atribuye a un soldado llamado Harry Miller. La fecha de toma de la foto es el 16 de abril de 1945. También apareció en un diario estadounidense ese día, y ese mismo año le siguieron otras publicaciones en Estados Unidos y Alemania. Con el tiempo, se convirtió en una de las fotografías de campos de concentración más famosas, separándose de su contexto histórico específico y ahora se considera un símbolo general de los crímenes de los nazis.

## Origen
El campo de concentración de Buchenwald fue construido en 1937 en Ettersberg, cerca de Weimar, y funcionó como campo de trabajos forzados hasta 1945. El 11 de abril de 1945, partes del Tercer ejército de los EE. UU. alcanzaron el campo. Poco antes de su llegada, un grupo de prisioneros de la resistencia había dominado a los últimos miembros de la guardia de las SS. A diferencia de otros campos, las SS en Buchenwald ya no podían enviar a todos los prisioneros en marchas de la muerte a otras partes del Reich. Por ello, en Buchenwald las tropas estadounidenses se encontraron por primera vez con un grupo mayor de prisioneros vivos: un total de unas 21 000 personas.
Apenas unos días después de la liberación, miembros del 166.º compañía del Cuerpo de Señales visitó el campo para documentar la situación de los prisioneros. La fotografía más famosa que tomaron fue la realizada en el llamado Campo Pequeño. Fue construido inicialmente en el otoño de 1943 como zona de cuarentena para evitar la propagación de epidemias y, con ello, la pérdida de trabajo forzado. A medida que los campos de concentración del este fueron evacuados debido al avance del Ejército Rojo, el número de prisioneros en Buchenwald aumentó significativamente. El Campo Pequeño se convirtió entonces en un campo de exterminio para los prisioneros que llegaban del Este, la mayoría de ellos judíos. En uno de los establos sin ventanas de la Wehrmacht, originalmente diseñados para 50 caballos, se alojaron hasta 2000 prisioneros al mismo tiempo.
El fotógrafo de la foto suele ser identificado con el soldado Harry Miller, de quien se dice que fue miembro del Cuerpo de Señales desde 1943. Se supone que la fecha de toma de la foto es el 16 de abril de 1945. La periodista Úrsula Junk expresó dudas sobre ambas afirmaciones. Por ejemplo, una impresión de la fotografía en los Archivos Nacionales de Estados Unidos no contiene ninguna información sobre el fotógrafo. Aunque en esta impresión aparece el 16 de abril, según la investigación de Junk, dado que la foto apareció en el diario estadounidense Times Herald el mismo día, considera más probable que se haya tomado uno o dos días antes.

## Descripción de la fotografía y posible identidad de las personas retratadas

Fotografía en la que aparecen numeradas las personas sobre cuya identidad hay información (a veces contradictoria).

En el lado izquierdo de la fotografía se ve la estructura de madera de unas literas en la que yacen 25 prisioneros varones, apretados en cuatro alturas, una encima de la otra. La mayoría de ellos miran a la cámara, algunos aparentemente están demasiado débiles para levantar la cabeza. La historiadora Cornelia Brink describe la mirada de los prisioneros como escéptica o cuestionadora.  Las cabezas de tres prisioneros miran en dirección opuesta a la cámara. Dos de ellos levantaron la cabeza, lo que hace probable que se tratara de un gesto deliberado. En el lado derecho de la foto, otro hombre desnudo y demacrado está de pie junto a un poste de madera, sosteniendo una prenda de ropa delante de la parte inferior de su cuerpo. Su cuerpo aparece extremadamente blanco debido al flash utilizado y sus costillas son claramente visibles debido a su desnutrición. Lo mismo ocurre con los torsos desnudos de algunos prisioneros que yacen en la fila inferior de las literas.
Con el tiempo, varias personas de las que aparecen en la fotografía fueron reconocidas o fueron identificadas por otros. El más famoso de ellos es el escritor y premio Nobel de la Paz Elie Wiesel, que en los años 80 se reconoció en el séptimo prisionero de la izquierda en la segunda fila desde abajo (marcado con el número 8 en la imagen adjunta). En el caso de otros presos que aparecen en la fotografía se mencionan varios nombres según distintas fuentes. La identidad del hombre que aparece a la derecha, la persona más llamativa de la imagen, permaneció incierta durante mucho tiempo. Durante la investigación para una exposición fotográfica en el Memorial de Buchenwald, el hombre fue descubierto en otra fotografía. Como su número de prisionero tatuado en el brazo también era visible, fue identificado como Simon Toncman. El judío holandés llegó a Buchenwald en febrero de 1945 desde el campo de concentración de Blechhammer, un subcampo de Auschwitz, y sobrevivió a su encarcelamiento; falleció en los Países Bajos en 1972. En contradicción con esto, el Memorial del Holocausto Yad Vashem nombra a Chaim David Halberstam como el nombre del hombre de pie.
Los nombres dados para las personas individuales representadas son:
1. Mel Mermelstein
2. Ignacz Berkovicz, Abraham Baruch, Paul Argiewicz
3. Naftali Fürst
4. Leonardus Groen
5. Lajos Vartenberg, Yaakov Marton, Willi Kessler
6. Alex Berkowits, Herman Leefsma, Abraham Hipler, Berek Rosencajg, Zoltan Gergely
7. Elie Wiesel
8. Miklos Gruener, Gershon Blonder, Yosef Reich
9. Issac Reich, David Schley
10. Max Hamburger
11. Simon Toncman, Chaim David Halberstam

## Publicación y repercusión
Después de que la foto apareció en el Times Herald el 16 de abril, otros periódicos estadounidenses siguieron su ejemplo a finales de abril, incluidos el Los Angeles Times y el New York Times.: 19  En mayo de 1945, la foto apareció en la revista The New York Times Magazine. El hombre de pie fue retocado y desapareció de la fotografía, probablemente porque su desnudez se consideró ofensiva. Décadas más tarde, esta manipulación de la imagen fue presentada por los negacionistas del Holocausto como supuesta prueba de que la foto era una falsificación.
En mayo de 1945 la fotografía apareció también en Alemania, incluso en el Bayerische Landeszeitung, un periódico publicado por el Ejército de EE. UU. También se incluyó en el folleto fotográfico KZ – Bildbericht aus fünf Konzentrationslager [Campos de concentración: reportaje fotográfico de cinco campos de concentración], que los aliados distribuyeron en Alemania a partir de junio de 1945 y que tenía como objetivo informar a los alemanes sobre los crímenes de los nazis. En ella se yuxtapone con otra imagen de Buchenwald, que muestra cadáveres apilados, uno encima del otro. La fotografía de la cuartel también se utilizó como prueba en los juicios de Dachau en 1947.

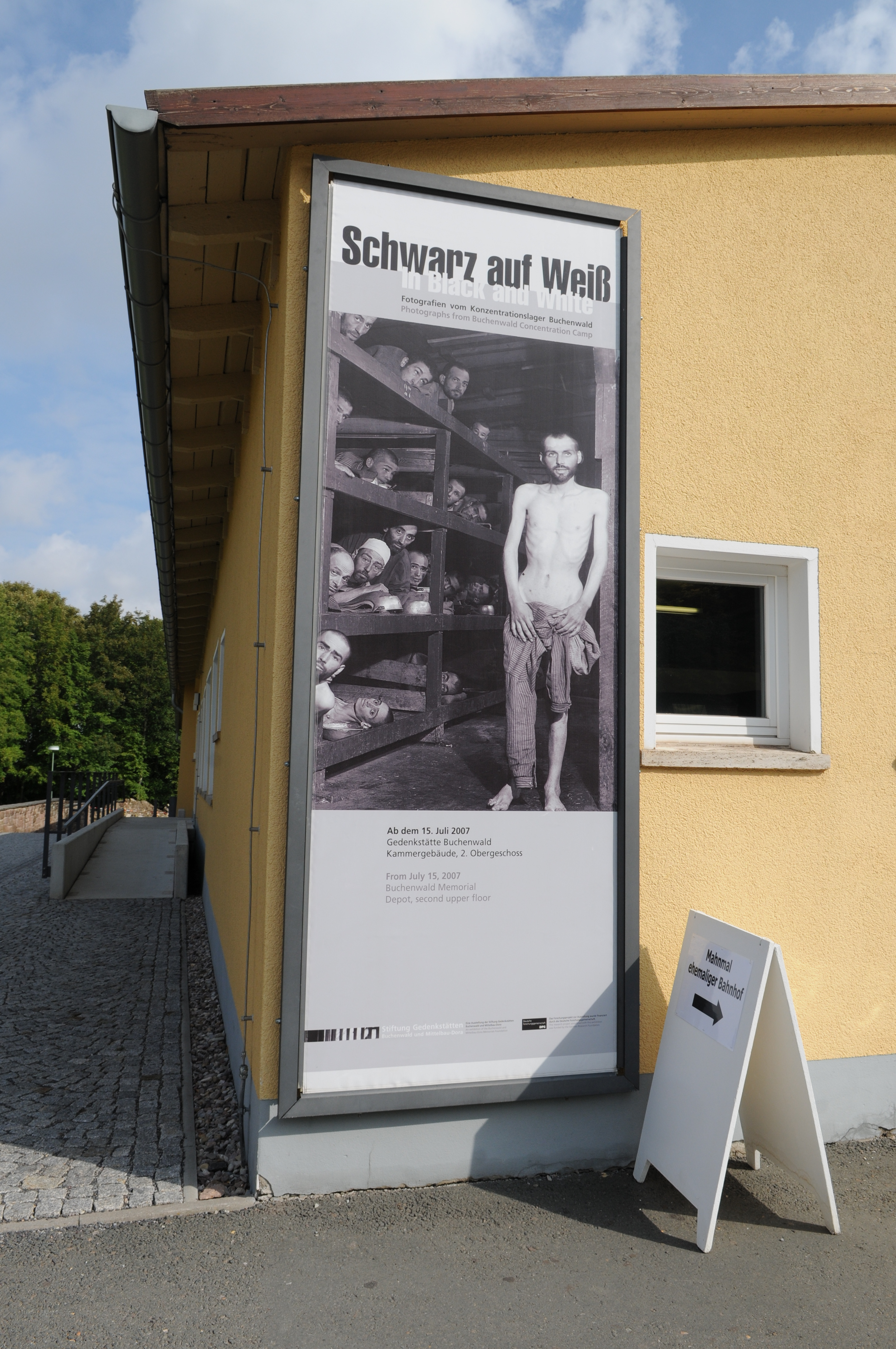
Cartel informativo para la exposición fotográfica Schwarz auf Weiß (Negro sobre Blanco) en el Memorial de Buchenwald, 2011

Hoy en día, la fotografía del barracón 56 es una de las fotografías de campos de concentración más famosas de todos los tiempos y se reproduce con frecuencia. Fue retomada en diversas obras artísticas. Por ejemplo, el pintor Gerhart Frankl la utilizó como modelo para su cuadro Literas para dormir (en alemán: Die Schlafstelle) de 1962. La foto también se puede reconocer en escenas del cómic Maus: La historia de un superviviente, de Art Spiegelman, y en la película La vida es bella, de Roberto Benigni. La artista feminista Judy Chicago usó la foto como parte de su Proyecto del Holocausto en la instalación Double Jeopardy, en la que yuxtapone fotografías del Holocausto que representan a hombres con dibujos de experiencias de mujeres en el Holocausto. La foto también fue utilizada en campañas publicitarias. En 1995, una campaña publicitaria de la Iglesia de la Cienciología mostró la foto, pidiendo una mayor participación alemana en la compensación a las víctimas nazis. La controvertida campaña publicitaria Holocaust on Your Plate, de la organización de derechos de los animales PeTA, que yuxtaponía fotografías del Holocausto con imágenes de granjas industriales, también utilizó la foto. Aquí se muestra junto con una fotografía de una jaula de batería.
A medida que la fotografía se iba reproduciendo cada vez más, se iba distanciando de la precisión histórica. A menudo no se menciona el fotógrafo ni el lugar exacto de origen; en otros casos la foto es atribuida erróneamente al campo de concentración de Dachau o ilustró un artículo sobre el 50 aniversario de la liberación del campo de concentración de Auschwitz.: 112–113  De este modo, la fotografía se convirtió en un símbolo general de los crímenes nazis. Además, a veces también se refiere a los campos de concentración en general, por ejemplo, cuando se ilustró el artículo sobre los campos de concentración en la enciclopedia multimedia Microsoft Encarta, que no solo trataba sobre los campos nazis, sino también, por ejemplo, de los campos británicos en Sudáfrica y de los campos en la Unión Soviética. Por ello, Cornelia Brink concluye que la foto se ha «solidificado como un símbolo de falta de humanidad, un ‹icono de la destrucción›, que se ha deslizado como una capa protectora entre el espectador y el acontecimiento histórico».